# Seeblick (Trebbin)
Seeblick ist ein Wohnplatz der Stadt Trebbin im Landkreis Teltow-Fläming im Land Brandenburg.

## Geografische Lage
Der Wohnplatz liegt im westlichen Bereich der Gemarkung und dort unmittelbar am südlichen Ufer des Blankensees. Südwestlich befindet sich der Trebbiner Ortsteil Stangenhagen, südöstlich der Trebbiner Ortsteil Schönhagen. Die höchste Erhebung ist der südlich gelegene, 57,8 m hohe Schinderberg. Durch den Wohnplatz führt der Rundwanderweg Rund um den Blankensee des FlämingWalks.

## Geschichte
In den Karten des Deutschen Reiches ist lediglich eine Verbindung zwischen Schönhagen und Stangenhagen als Lanken-Damm eingezeichnet. Diese weist einige Querverbindungen in Richtung Blankensee, jedoch noch keine Wohnbebauung auf. Nach dieser Zeit müssen demnach einige Einfamilienhäuser entstanden sein, die eine Splittersiedlung bilden.